# ジョセフ・ミラー (陸上選手)
ジョセフ・ミラー（Joseph Fitzgera Millar、1992年9月24日 ‐ ）は、ニュージーランド・タウランガ出身の陸上競技選手。専門は短距離走。200mの自己ベストは20秒37のニュージーランド記録保持者。

## 経歴

### 2016年まで
TVアニメ「ドラゴンボールZ」の影響で走ることに興味を持つと、12歳からスポーツ、14歳から陸上競技を始めた。
2012年3月に19歳ながらニュージーランド選手権男子100mと男子200mの2冠を達成。以降、2014年まで3大会連続の2冠を達成した。

### 2017年
3月5日のオークランド選手権男子100mで追い風参考記録ながらニュージーランド記録と同タイムの10秒11（+3.4）をマークすると、6日後のサマー・オブ・アスレティクス・グランプリ男子100mでは10秒24（-0.1）、翌日の男子200mでは20秒68（+1.1）と、両種目で自己ベスト（共に当時）を更新した。
3月17日のニュージーランド選手権男子100m決勝では10秒18（+0.5）の自己ベストで4度目の優勝を飾ったが、ロンドン世界選手権の参加標準記録（10秒12）には届かなかった。しかし、2日後の男子200m決勝では自己ベストを大幅に更新する20秒37（+0.1）のニュージーランド新記録を樹立。1997年にクリス・ドナルドソンがマークした20秒42を更新すると共に、ロンドン世界選手権の参加標準記録（20秒44）を突破するタイムで4度目の優勝を飾った。

## 自己ベスト
記録欄の（　）内の数字は風速（m/s）で、+は追い風を意味する。
| 種目 | 記録           | 年月日        | 場所         | 備考                 |
| 屋外 | 屋外           | 屋外          | 屋外         | 屋外                 |
| ---- | -------------- | ------------- | ------------ | -------------------- |
| 100m | 10秒18 (+0.5)  | 2017年3月17日 | ハミルトン   |                      |
| 100m | 10秒11w (+3.4) | 2017年3月5日  | オークランド | 追い風参考記録       |
| 200m | 20秒37 (+0.1)  | 2017年3月19日 | ハミルトン   | ニュージーランド記録 |
| 400m | 46秒99         | 2014年4月19日 | ハミルトン   |                      |

## 主要大会成績
備考欄の記録は当時のもの
| 年   | 大会                  | 場所             | 種目      | 結果    | 記録            | 備考                    |
| ---- | --------------------- | ---------------- | --------- | ------- | --------------- | ----------------------- |
| 2009 | 世界ユース選手権 (en) | ブレッサノーネ   | 100m      | 1次予選 | DQ              |                         |
| 2009 | 世界ユース選手権 (en) | ブレッサノーネ   | メドレーR | 4位     | 1分53秒51 (2走) | U18ニュージーランド記録 |
| 2010 | 世界ジュニア選手権    | モンクトン       | 200m      | 予選    | 21秒80 (+0.5)   |                         |
| 2010 | 世界ジュニア選手権    | モンクトン       | 4x400mR   | 予選    | 3分10秒83 (2走) |                         |
| 2017 | 世界選手権            | ロンドン         | 100m      | 予選    | 10秒31 (-0.2)   |                         |
| 2017 | 世界選手権            | ロンドン         | 200m      | 予選    | 20秒97 (+0.6)   |                         |
| 2017 | ユニバーシアード (en) | 台北             | 100m      | 準決勝  | 10秒35 (+0.1)   |                         |
| 2017 | ユニバーシアード (en) | 台北             | 200m      | 6位     | 21秒04 (-3.8)   |                         |
| 2018 | 英連邦競技大会 (en)   | ゴールドコースト | 200m      | 準決勝  | 21秒01 (+0.3)   |                         |